# Marilena Widmer
Marilena Lisa Widmer (* 7. August 1997 in Aarau) ist eine Schweizer Fussballspielerin.

## Karriere

### Vereine
Widmer begann ihre Karriere mit neun Jahren beim FC Gränichen und spielte anschliessend beim FC Entfelden und FC Langenthal, bevor sie eine Saison später in die A-Jugend des BSC Young Boys wechselte. In Bern wurde sie eine Spielzeit später, mit 17 Jahren, in die A-Mannschaft befördert und sass am 1. März 2014 erstmals auf der Bank. Es folgte in der Nachfolge-Saison 2014/2015 am 6. August 2014 ihr Debüt für die BSC Young Boys Frauen beim 0:0 gegen Yverdon Féminin. Sie lief in vier Spielzeiten in 49 Liga-Spielen auf und erzielte fünf Tore, bevor sie am 17. Mai 2018 einen Zwei-Jahres-Vertrag beim deutschen Frauen-Bundesliga-Verein 1. FFC Frankfurt unterschrieb. Zusammen mit ihr kam die Nationalmannschaftskollegin Géraldine Reuteler vom FC Luzern Frauen nach Frankfurt am Main. Nach der Saison 2018/2019 verliess sie den 1. FFC Frankfurt und kehrte zum BSC Young Boys zurück, nachdem sie beim FFC Frankfurt nur in zwei Spielen in der Startformation gestanden hatte. Im zweiten Jahr in Bern wurde Widmer zum Captain ihres Teams ernannt. Auf die Saison 2021/22 hin wechselte sie zum Grasshopper Club Zürich.

### Nationalmannschaften
Widmer spielte für die Schweizer U-16-, U-17- und U-19-Mannschaften. Mit der U-19 kam sie bis in den Halbfinal der Europameisterschaft 2016 in der Slowakei. Dort verlor man gegen den späteren Europameister Frankreich 1:3.
Am 1. September 2017 wurde Widmer erstmals von Martina Voss-Tecklenburg für die A-Nationalmannschaft der Schweiz berufen. Sie debütierte am 22. Oktober 2017 im Freundschaftsspiel gegen Japan für die Schweiz. Sie wurde mit ihrer Mannschaft Vierte beim Zypern-Cup 2018 und nahm am Algarve-Cup 2019 teil.

## Persönliches
Widmer machte im Juni 2016 erfolgreich ihre Matura am Feusi Bildungszentrum.

## Auszeichnungen
- 2016: Newcomer des Jahres Berner Oberland.[11]